# Hyposada melanosticta
Hyposada melanosticta är en fjärilsart som beskrevs av George Francis Hampson 1910. Hyposada melanosticta ingår i släktet Hyposada och familjen nattflyn. Inga underarter finns listade i Catalogue of Life.